# Haute Route des Géants
Pour les articles homonymes, voir Haute Route (homonymie).
Ne doit pas être confondu avec Route des Géants, Tor des Géants ou Haute Route n° 1.
La Haute Route des Géants, en italien Alta via dei Giganti, est un itinéraire de randonnée d'Italie qui réunit la Haute Route n° 1 et la Haute Route n° 2, en Vallée d'Aoste. La compétition d'ultra-trail du Tor des Géants emprunte cet itinéraire.